# Geroldsgrün

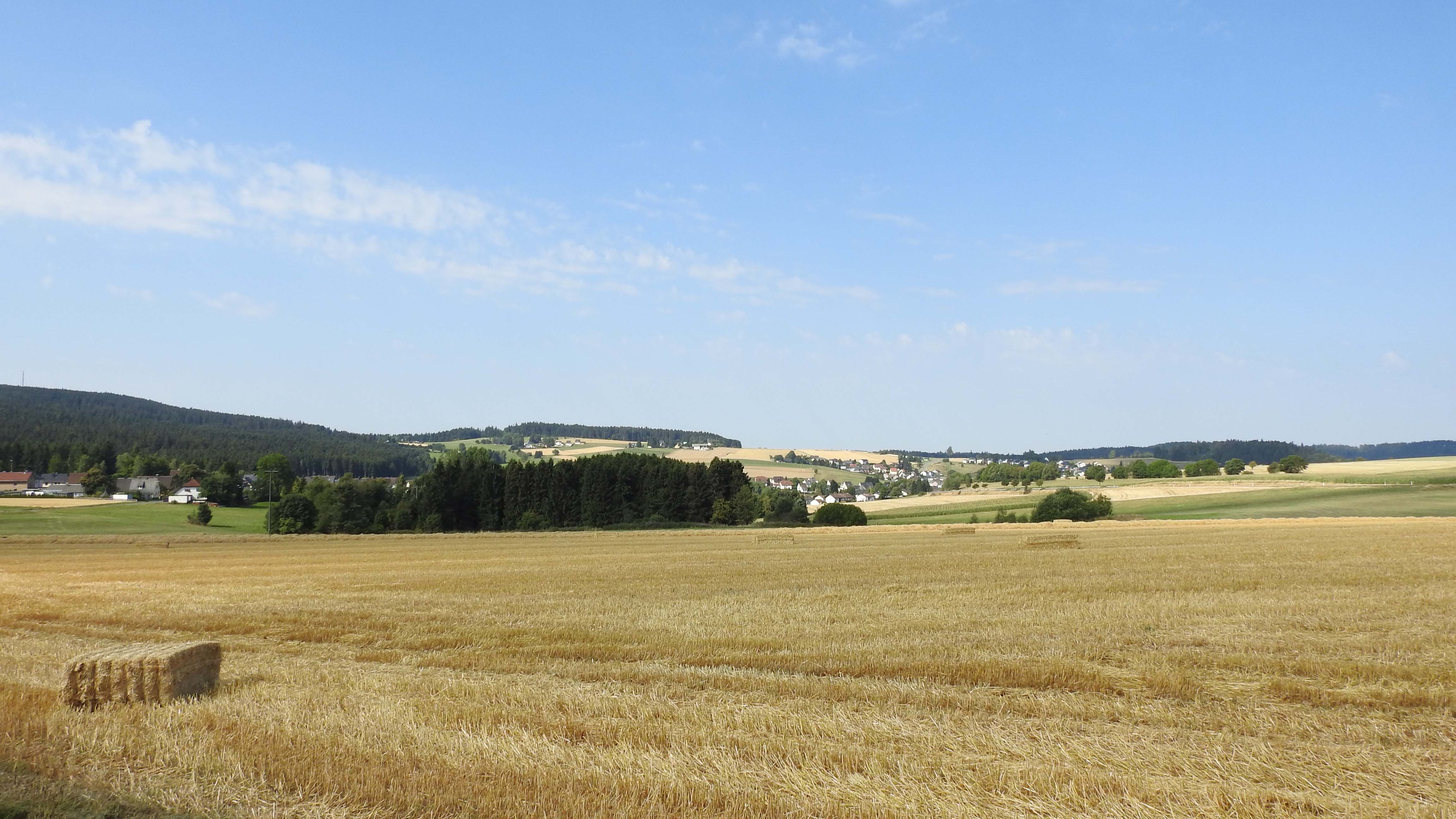
Geroldsgrün von Osten

Geroldsgrün ist eine Gemeinde im oberfränkischen Landkreis Hof.

## Geografie

### Geografische Lage
Die Gemeinde liegt im Westen des Landkreises Hof an der Grenze zum benachbarten Landkreis Kronach im Frankenwald, einem bewaldeten Mittelgebirge. Die Wasserscheide zwischen Rhein und Elbe verläuft auf der östlichen Anhöhe. Die Ölsnitz fließt durch das Ölsnitztal mit markanten Felsformationen in Richtung Rodach.

### Nachbargemeinden
Angrenzende Gemeinden sind:
| Langenbacher Forst (Gemeindefreies Gebiet; Landkreis Kronach) |                                                    |            |
| Nordhalben (Landkreis Kronach)                                | Kompassrose, die auf Nachbargemeinden zeigt        | Bad Steben |
| Geroldsgrüner Forst (Gemeindefreies Gebiet)                   | Forst Schwarzenbach a.Wald (Gemeindefreies Gebiet) |            |

### Gemeindegliederung
Es gibt 21 Gemeindeteile (in Klammern ist der Siedlungstyp angegeben):
- Dürrenwaid (Kirchdorf)
- Dürrenwaiderhammer (Dorf)
- Geroldsgrün (Pfarrdorf)
- Geroldsreuth (Siedlung)
- Großenreuth (Einöde)
- Hermesgrün (Dorf)
- Hertwegsgrün (Dorf)
- Hirschberglein (Dorf)
- Langenau (Einöde)
- Langenbach (Kirchdorf)
- Lotharheil (Einöde)
- Mühlleithen (Weiler)
- Neuenhammer (Weiler)
- Neumühle (Weiler)
- Oberhammer (Einöde)
- Pfarrschneidmühle (Einöde)
- Silberstein (Siedlung)
- Steinbach b.Geroldsgrün (Kirchdorf)
- Trögershäuser (Weiler)
- Unterhammer (Weiler)
- Untersteinbach (Dorf)

Außerdem gibt es die Wohnplätze Frankenhof, Obere Mühlleiten und Oberhalbgeroldsgrün. Die Gemeindeteile sind zum großen Teil staatlich anerkannte Luftkurorte.
Es gibt auf dem Gemeindegebiet die Gemarkungen Dürrenwaid, Geroldsgrün, Geroldsgrüner Forst (Gemarkungsteil 0), Langenbach und Steinbach b.Geroldsgrün. Die Gemarkung Geroldsgrün hat eine Fläche von 5,226 km². Sie ist in 1648 Flurstücke aufgeteilt, die eine durchschnittliche Fläche von 3171,14 m² haben. In ihr liegen neben dem namensgebenden Ort die Gemeindeteile Geroldsreuth, Hertwegsgrün, Hirschberglein, Langenau, Lotharheil, Neuenhammer, Oberhammer, Trögershäuser und Unterhammer.

### Klima
Die jährliche Durchschnittstemperatur in Geroldsgrün beträgt 6,7 °C, die durchschnittliche Niederschlagsmenge 1002 mm.

## Geschichte

### Ortsname
Der Ortsname ist belegt als „Gerhartsgrün“ (1323), „Gerharczgrun“ (1326 bis 1328), „Gerharczgrün“ (1333), Geroltsgrün (1414) und „Geroldsgrün“ (ab 1692). Das Grundwort ist das mittelhochdeutsche grüene für grüne Farbe, Grünheit. Die Bedeutung ist damit sinngemäß der (nach dem Roden) grüne Platz (s. a. -grün). Das Bestimmungswort des Ortsnamens ist der männliche Personenname Gerhart.

### Bis zur Gebietsreform
Der Ort wurde 1323 als „Gerhartsgrün“ erstmals urkundlich erwähnt. Historisch war Geroldsgrün immer Grenzort zwischen unterschiedlichen Hoheitsgebieten, so zwischen dem Bistum Bamberg und den Grafen von Orlamünde, später zwischen dem Bistum und dem Markgraftum Bayreuth-Kulmbach. Ab 1500 lag die Ortschaft im Fränkischen Reichskreis.
Ein dunkles Kapitel war die Hexenverfolgung, die in Geroldsgrün und Umgebung erst 1654 endete.
Zur Realgemeinde Geroldsgrün gehörte Oberhalbgeroldsgrün. Gegen Ende des 18. Jahrhunderts bestand Geroldsgrün aus 53 Anwesen (4 Halbhöfe, 6 Viertelhöfe, 2 Gütlein, 1 Haus, 1 halbes Haus, 18 Tropfhäuser, 18 halbe Tropfhäuser, 1 Vierteltropfhaus, 2 Hammerwerke (Oberer u. Unterer Hammer)), einer Wehrzollstätte, einem Forsthaus, einer Kirche und einer Schule. Die Hochgerichtsbarkeit hatte das bayreuthische Kasten- und Richteramt Lichtenberg. Das bayreuthische Kastenamt Thierbach war Grundherr sämtlicher Anwesen und hatte die Vogtei über sie.
Von 1797 bis 1810 unterstand Geroldsgrün dem Justiz- und Kammeramt Hof. Infolge des Ersten Gemeindeedikts wurde 1812 der Steuerdistrikt Geroldsgrün gebildet. Zu diesem gehörten Hertwegsgrün, Hirschberglein, Langenau, Neuenhammer, Oberhalbgeroldsgrün, Oberhammer, Trögershäuser und Unterhammer. Zugleich entstand die Ruralgemeinde Geroldsgrün, die deckungsgleich mit dem Steuerdistrikt war. Sie war in Verwaltung und Gerichtsbarkeit dem Landgericht Naila zugeordnet und in der Finanzverwaltung dem Rentamt Lichtenberg (1919 in Finanzamt Lichtenberg umbenannt, seit 1955 Finanzamt Naila). Ab 1862 gehörte Geroldsgrün zum Bezirksamt Naila (1939 in Landkreis Naila umbenannt). Die Gerichtsbarkeit blieb beim Landgericht Naila (1879 in Amtsgericht Naila umgewandelt). 1964 hatte die Gemeinde eine Fläche von 5,048 km².
Bis zur Wiedervereinigung 1990 war Geroldsgrün Grenzort. Bei Steinbach am Langesbühl befand sich die Station Echo 1 der Frankenwald-Kaserne (Naila).

### Eingemeindungen
Im Zuge der Gebietsreform in Bayern wurde am 1. Juli 1972 die Gemeinde Dürrenwaid eingegliedert. Die Gemeinden Langenbach und Steinbach bei Geroldsgrün folgten am 1. Mai 1978.

### Einwohnerentwicklung
Im Zeitraum von 1988 bis 2018 sank die Einwohnerzahl von 3505 auf 2763 um 742 bzw. um 21,2 %, das ist der deutlichste Einwohnerrückgang im Landkreis im genannten Zeitraum.
Gemeinde Geroldsgrün
| Jahr      | 1819   | 1840   | 1852   | 1861   | 1867   | 1871   | 1875   | 1880   | 1885   | 1890   | 1895   | 1900   | 1905   | 1910   | 1919   | 1925   | 1933   | 1939   | 1946   | 1950   | 1961   | 1970   | 1987   | 2007   | 2010   | 2015   | 2022   |
| Einwohner | 529    | 840    | 894    | 1019   | 1123   | 1211   | 1323   | 1359   | 1401   | 1361   | 1348   | 1394   | 1493   | 1586   | 1615   | 1742   | 1755   | 1801   | 2192   | 2214   | 2101   | 2147   | 3500   | 3058   | 2919   | 2916   | 2644   |
| Häuser    |        |        |        |        |        | 111    |        |        | 115    | 126    |        | 141    |        |        |        | 187    |        |        |        | 243    | 343    |        | 1077   |        |        | 1051   | 1060   |
| Quelle    | [ 11 ] | [ 16 ] | [ 16 ] | [ 17 ] | [ 18 ] | [ 19 ] | [ 20 ] | [ 21 ] | [ 22 ] | [ 23 ] | [ 16 ] | [ 24 ] | [ 16 ] | [ 25 ] | [ 16 ] | [ 26 ] | [ 16 ] | [ 16 ] | [ 16 ] | [ 27 ] | [ 12 ] | [ 28 ] | [ 29 ] | [ 30 ] | [ 30 ] | [ 30 ] | [ 31 ] |

Ort Geroldsgrün
| Jahr      | 1799   | 1819   | 1861   | 1871   | 1885   | 1900   | 1925   | 1950   | 1961   | 1970   | 1987   |
| Einwohner | 290    | *468   | *767   | 915    | 1038   | 1097   | 1406   | 1664   | 1679   | 1723   | †1433  |
| Häuser    | 55     |        |        |        | 72     | 92     | 136    | 169    | 278    |        | †402   |
| Quelle    | [ 32 ] | [ 11 ] | [ 17 ] | [ 19 ] | [ 22 ] | [ 24 ] | [ 26 ] | [ 27 ] | [ 12 ] | [ 28 ] | [ 29 ] |

## Politik

### Bürgermeister
Erster Bürgermeister ist Stefan Münch (CSU).

### Gemeinderat
Die letzten Kommunalwahlen führten zu den folgenden Sitzverteilungen im Gemeinderat:
| Gemeinderatswahl Geroldsgrün 2020Wahlbeteiligung: 74,5 % 50403020100 44,8 %28,1 %17,2 %9,9 % CSUSPDBfBcPARTEIGewinne und Verlusteim Vergleich zu 2014 %p 20 15 10 5 0 −5−10−15−20−25−6,3 %p−20,8 %p+17,2 %p+9,9 %pCSUSPDBfBPARTEIAnmerkungen:c Bürger für Bürger | Sitzverteilung im Gemeinderat Geroldsgrün seit 2020Insgesamt 14 Sitze - PARTEI: 1 - SPD: 4 - BfB: 2 - CSU: 7 |

| Parteien   | 2008 | 2014 | 2020 |
| ---------- | ---- | ---- | ---- |
| CSU        | 7    | 8    | 7    |
| SPD        | 9    | 8    | 4    |
| BfB        |      |      | 2    |
| Die PARTEI |      |      | 1    |
| Summe      | 16   | 16   | 14   |

### Wappen und Flagge
Wappen
| Wappen von Geroldsgrün | Blasonierung: „Geteilt von Silber und Grün; oben ein wachsender roter Adler, unten ein goldener Pochhammer.“ |
| Wappen von Geroldsgrün | Wappenbegründung: Der rote Adler war ein Hauptsymbol der Markgrafen von Bayreuth, zu deren Territorium der Ort früher gehörte. Das Pochwerk deutet auf das alte örtliche Gewerbe der Eisenerzgewinnung hin. Die grüne Feldfarbe steht redend für den Ortsnamen. Dieses Wappen wird seit 1955 geführt. |

Flagge
Die Gemeindeflagge ist rot-gelb-grün.

## Kultur und Sehenswürdigkeiten
- Barocke Wehrkirche
- Frankenwarte

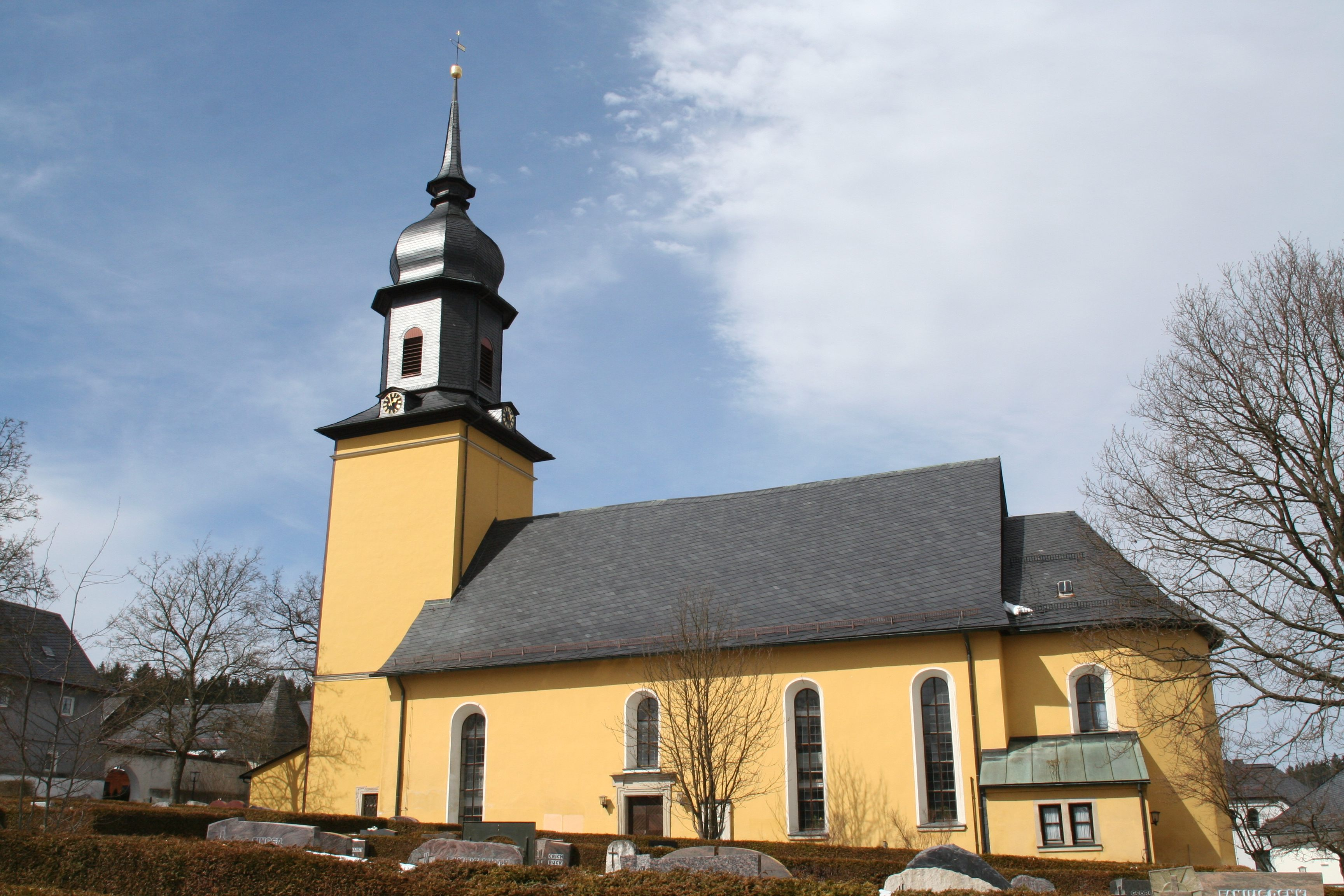
Jakobuskirche (2008)

- Unterirdischer Schiefer-Steinbruch mit Schieferwerk Lotharheil
- Max-Marien-Quelle im Gemeindeteil Langenau

## Wirtschaft und Infrastruktur

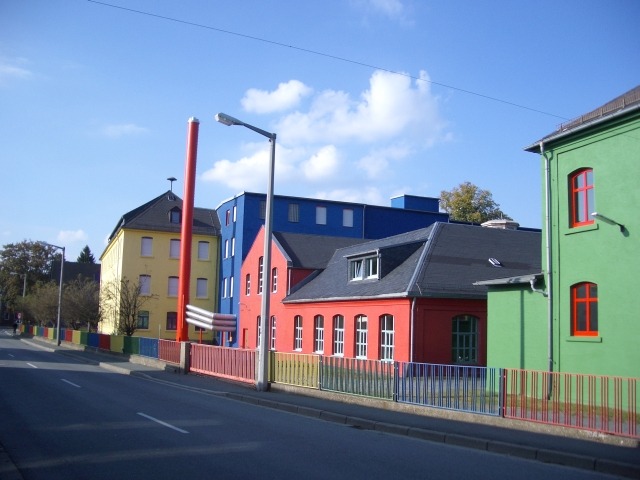
Faber-Castell-Werk Geroldsgrün (2007)

### Unternehmen
- Zweigwerk der Firma Faber-Castell: Das Werksgebäude ist künstlerisch gestaltet. Die Produktion in Geroldsgrün umfasst Stifte aller Art und Kosmetikartikel. Die gesamte Faber-Castell-Produktpalette wird in einem Werksverkauf angeboten.

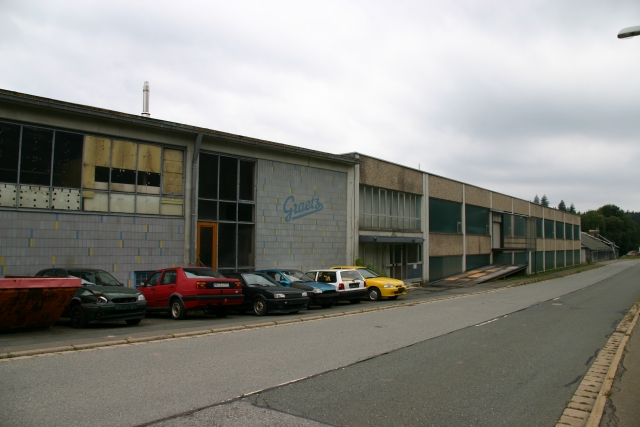
Ehemaliges Holzwerk von Graetz

- Ein Holzbearbeitungswerk der Firma Graetz, später Nokia, das Fernseh- und Radiogehäuse fertigte, wurde inzwischen geschlossen.

### Verkehr
Die Staatsstraße 2198 führt nach Bobengrün (4,2 km östlich) bzw. nach Nordhalben (8 km nordwestlich). Die Staatsstraße 2194 führt nach Straßdorf zu einer Anschlussstelle der Bundesstraße 173 (5,2 km südlich). Die Kreisstraße HO 32 verbindet mit Bad Steben (3,8 km nordöstlich). Die Kreisstraße HO 31 führt nach Steinbach bei Geroldsgrün (1,3 km nördlich). Die Kreisstraße HO 41/KC 32 führt nach Wellesbach zur B 173 (8,7 km südwestlich). Gemeindeverbindungsstraßen führen nach Langenau (3 km westlich), nach Hirschberglein (1,5 km östlich) und nach Geroldsreuth (0,6 km östlich).

## Söhne und Töchter der Gemeinde
- Emilie Mauerer (1863–1924), Politikerin (SPD)
- Frieda Strehlow (1875–1957), deutsche Australien-Missionarin
- Hans Hüttner (1885–1956), Generalmajor der Wehrmacht
- Christian Keyßer (1877–1961), Pioniermissionar[38]
- Detlef Stöcker (* 1963), Autor